# DAC 120 DE
DAC 120 DE je bil velik dumper tovornjak romunskega proizvajalca DAC.Zasnovan je bil leta 1988. Prazna teža ja bila 90 ton, največja kapaciteta tovora pa 120 ton. Bil je 10 metrov dolg in 5,4 metra visok. Imel je dizel-električni pogon, dizelski motor je imel moč 1040 konjskih sil in delovno prostornino 65 litrov.Kapaciteta goriva je bila 1600 litrov, kar je zadoščalo za okrog 24 ur delovanja. Zgradili so 15 tovornjakov. Cena tovornjaka je bil $300000, petkrat manj kot konkurenčni tovornjaki iz istega obdobja.